# Melipotis heliothoides
Melipotis heliothoides är en fjärilsart som beskrevs av Achille Guenée 1852. Melipotis heliothoides ingår i släktet Melipotis och familjen nattflyn. Inga underarter finns listade i Catalogue of Life.